# Romance (filme de 2008)
Romance é um filme brasileiro de 2008, do gênero romance, dirigido por Guel Arraes. Filmado parcialmente em Cabaceiras (Paraíba), estreou no Festival do Rio de 2008 após diversos adiamentos no cinema comercial. Produzido por Paula Lavigne, tem roteiro de Guel Arraes e Jorge Furtado, com direção musical de Caetano Veloso. O filme tem como música tema: Flor do Cascalho, escrita pelo repentista Apolônio Cardoso.

## Sinopse
Durante a montagem da peça Tristão e Isolda, os atores Pedro e Ana se apaixonam. Enquanto os personagens vivem um amor idealizado, seus intérpretes vivem uma história real, que tentam temperar com a intensidade da ficção.

## Elenco
- Wagner Moura .... Pedro
- Letícia Sabatella .... Ana
- Andréa Beltrão .... Fernanda
- Vladimir Brichta .... Orlando/José de Arimateia
- José Wilker .... Danilo
- Marco Nanini .... Rodolfo
- Bruno Garcia .... Dinho
- Edmilson Barros .... Edmilson
- Tonico Pereira .... diretor